# Percy-en-Normandie
Percy-en-Normandie est une commune française située dans le département de la Manche en région Normandie. Elle est créée le 1er janvier 2016 par la fusion de deux communes, sous le régime juridique des communes nouvelles. Les communes de Percy et du Chefresne deviennent des communes déléguées.
Elle est peuplée de 2 628 habitants.

## Géographie
| Hambye                                | Maupertuis, Villebaudon | Beaucoudray, Montabot |
| Sourdeval-les-Bois, Montaigu-les-Bois | Percy-en-Normandie      | Montabot              |
| La Bloutière                          | La Colombe              | Margueray, Montbray   |

### Hydrographie
La commune est située dans le bassin Seine-Normandie. Elle est drainée par la Sienne, la Soulles, la Gièze, le cours d'eau 02 de la commune de Percy, la Doquette, le Tancray, des bras de la Gièze, le cours d'eau 01 de la Binoudière, le cours d'eau 01 de la Gouisserie, le cours d'eau 01 de la Grande Vérablière, le cours d'eau 01 de Meslin, le cours d'eau 01 du Bois Morand, le cours d'eau 01 du Hamel au Breton, le cours d'eau 01 du Hamel Bertrand, le cours d'eau 01 du Hamel Pinteur, le cours d'eau 02 de la commune de Hambye, le cours d'eau 02 de la Ménardière, le cours d'eau 03 de la Fresnée, le cours d'eau 03 de la Voisinière, le cours d'eau 04 de la commune de Percy, le cours d'eau 05 de la commune de Percy, le cours d'eau 07 de la Huberdière, le fossé 01 de la Belle-Chaise, le fossé 01 de la Brunetière et divers autres petits cours d'eau,.
La Sienne, d'une longueur de 93 km, prend sa source dans la commune de Noues de Sienne et se jette  dans le golfe de Saint-Malo en limite de Agon-Coutainville et de Regnéville-sur-Mer, après avoir traversé 21 communes. 

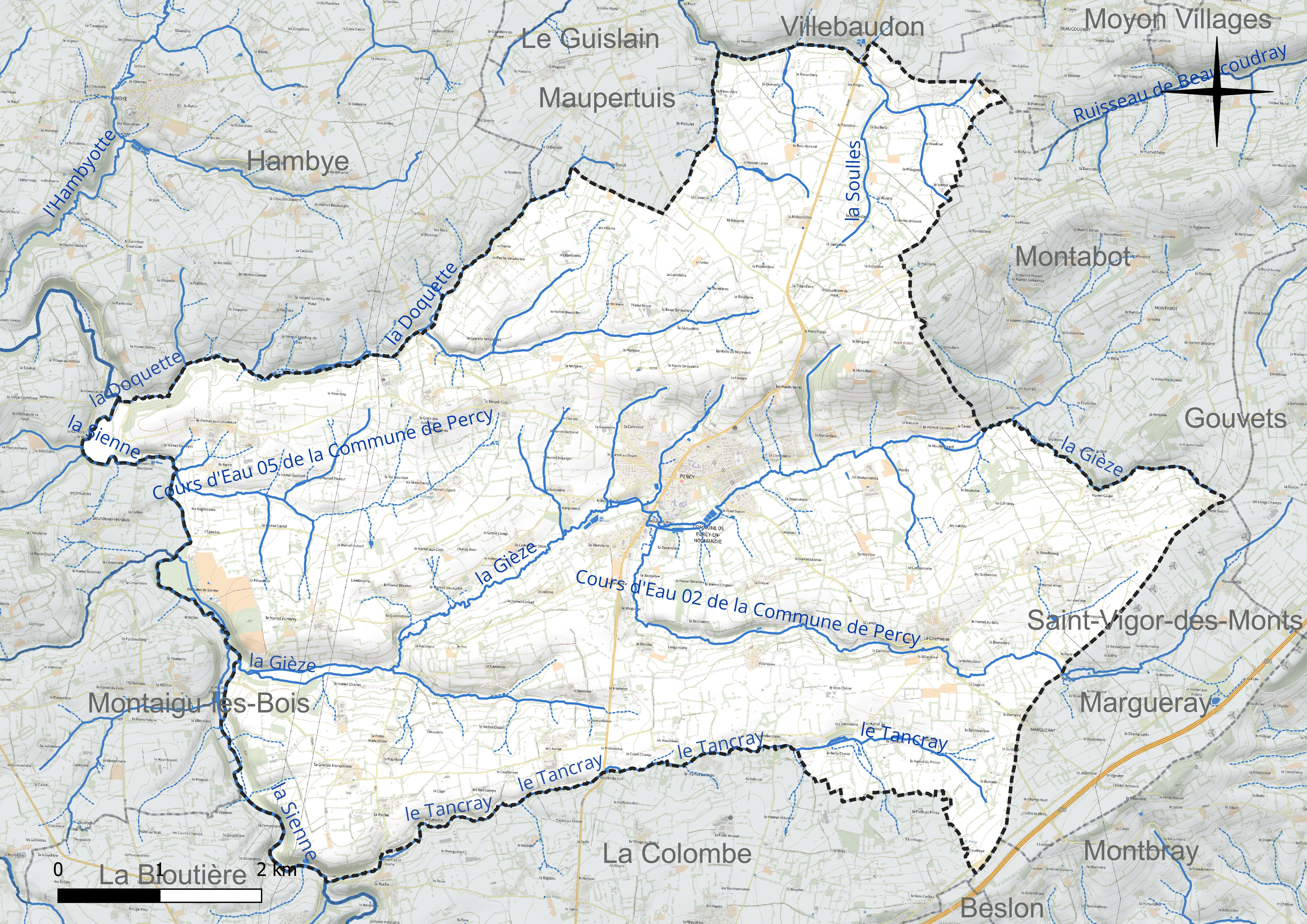
Réseau hydrographique de Percy-en-Normandie.

La Soulles, d'une longueur de 52 km, prend sa source dans la commune  et se jette  dans la Sienne à Heugueville-sur-Sienne, après avoir traversé 19 communes. 
La Gièze, d'une longueur de 12 km, prend sa source dans la commune  et se jette  dans la Sienne à Montaigu-les-Bois, après avoir traversé trois communes. 

### Climat
Pour des articles plus généraux, voir Climat de la Normandie et Climat de la Manche.
En 2010, le climat de la commune est de type climat océanique franc, selon une étude du CNRS s'appuyant sur une série de données couvrant la période 1971-2000. En 2020, Météo-France publie une typologie des climats de la France métropolitaine dans laquelle la commune est exposée à un climat océanique et est dans la région climatique Normandie (Cotentin, Orne), caractérisée par une pluviométrie relativement élevée (850 mm/a) et un été frais (15,5 °C) et venté. Parallèlement le GIEC normand, un groupe régional d’experts sur le climat, différencie quant à lui, dans une étude de 2020, trois grands types de climats pour la région Normandie, nuancés à une échelle plus fine par les facteurs géographiques locaux. La commune est, selon ce zonage, exposée à un « climat contrasté des collines », correspondant au Bocage normand, bien arrosé, voire très arrosé sur les reliefs les plus exposés au flux d’ouest, et frais en raison de l’altitude.
Pour la période 1971-2000, la température annuelle moyenne est de 10,6 °C, avec une amplitude thermique annuelle de 12,4 °C. Le cumul annuel moyen de précipitations est de 1 017 mm, avec 14,3 jours de précipitations en janvier et 9,1 jours en juillet. Pour la période 1991-2020, la température moyenne annuelle observée sur la station météorologique la plus proche, située sur la commune de Cerisy-la-Salle à 14 km à vol d'oiseau, est de 11,5 °C et le cumul annuel moyen de précipitations est de 1 112,5 mm,. Pour l'avenir, les paramètres climatiques de la commune estimés pour 2050 selon différents scénarios d’émission de gaz à effet de serre sont consultables sur un site dédié publié par Météo-France en novembre 2022.

## Urbanisme

### Typologie
Au 1er janvier 2024, Percy-en-Normandie est catégorisée bourg rural, selon la nouvelle grille communale de densité à sept niveaux définie par l'Insee en 2022.
Elle est située hors unité urbaine et hors attraction des villes,.

## Toponymie
Le nom est composé du nom de la principale commune avec comme suffixe en-Normandie. Ce nom qui a eu la faveur d'un référendum auquel ont participé 90 personnes, recueillant 36 voix
Le nom de la localité est attesté sous la forme Persei en 1027. Le toponyme est dérivé de l'anthroponyme latin Persius suivi du suffixe -acum.

## Histoire

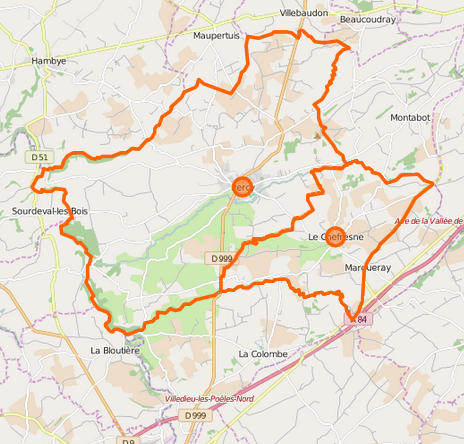
Les deux communes déléguées.

La commune est créée le 1er janvier 2016 par un arrêté préfectoral du 4 décembre 2015, par la fusion de deux communes, sous le régime juridique des communes nouvelles instauré par la loi no 2010-1563 du 16 décembre 2010 de réforme des collectivités territoriales. Les communes de Percy et du Chefresne deviennent des communes déléguées et Percy est le chef-lieu de la commune nouvelle.

## Politique et administration
| Période      | Période  | Identité     | Étiquette | Qualité                                                     |
| ------------ | -------- | ------------ | --------- | ----------------------------------------------------------- |
| janvier 2016 | En cours | Charly Varin | DVD       | Collaborateur, conseil général de la Manche, maire de Percy |

## Démographie
| Nom           | Code Insee | Intercommunalité                   | Superficie (km2) | Population (dernière pop. légale) | Densité (hab./km2) |
| ------------- | ---------- | ---------------------------------- | ---------------- | --------------------------------- | ------------------ |
| Percy (siège) | 50393      | CC Intercom du Bassin de Villedieu | 37,04            | 2 357 (2021)                      | 64                 |
| Le Chefresne  | 50128      | CC Intercom du Bassin de Villedieu | 11,28            | 257 (2021)                        | 23                 |

L'évolution du nombre d'habitants est connue à travers les recensements de la population effectués dans la commune depuis sa création.
En 2022, la commune comptait 2 628 habitants, en évolution de +1,23 % par rapport à 2016 (Manche : −0,31 %, France hors Mayotte : +2,11 %).
| 2014  | 2015  | 2016  | 2017  | 2022  |
| ----- | ----- | ----- | ----- | ----- |
| 2 637 | 2 609 | 2 596 | 2 583 | 2 628 |

## Culture locale et patrimoine

### Lieux et monuments

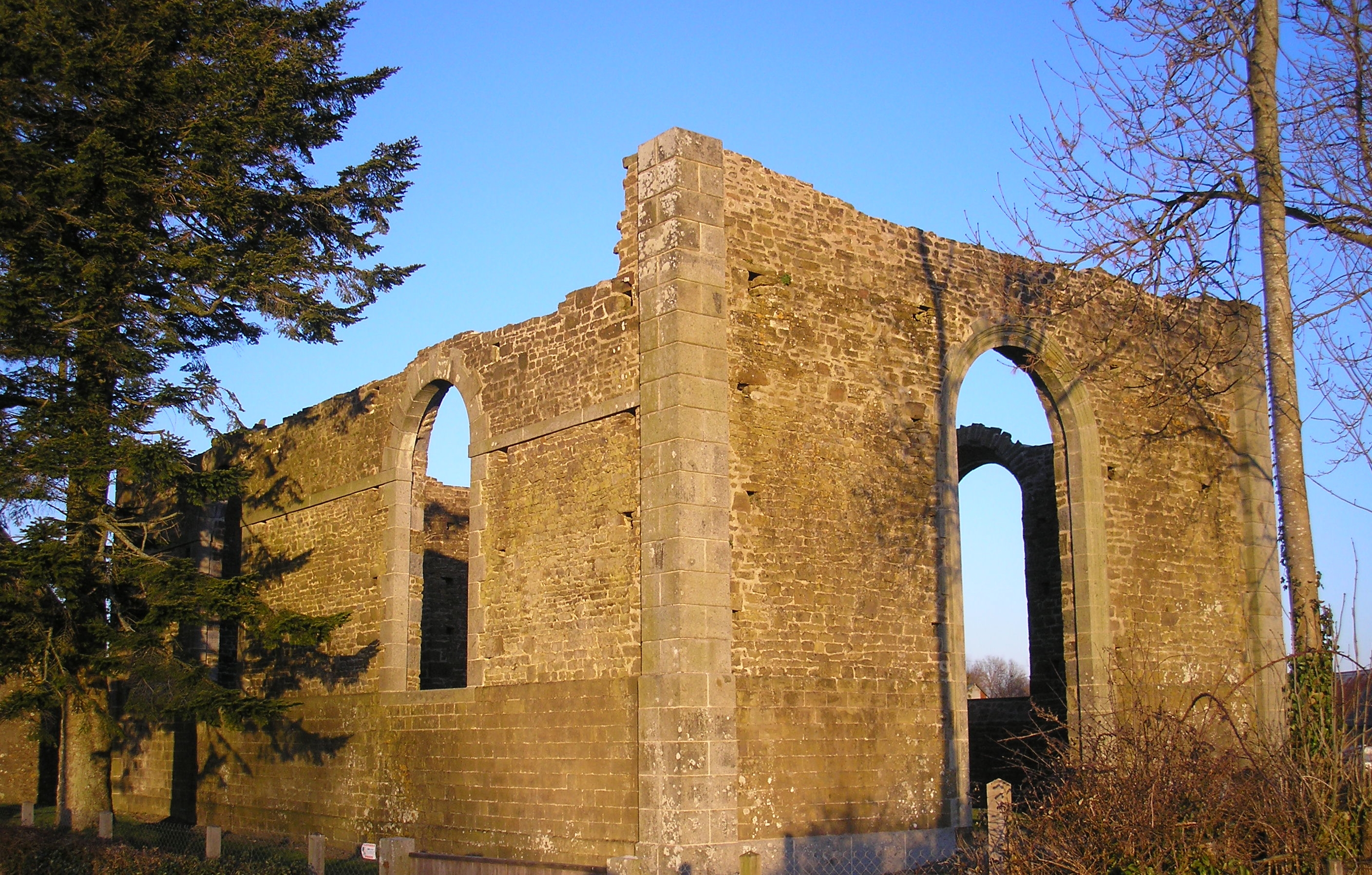
Le grand temple protestant inachevé.

- Le cimetière, le petit temple protestant (voué au culte) et le grand temple inachevé sont classés aux Monuments historiques[45]. Aidée d'un donateur, la commune qui avait racheté le site en 2001, entreprend des travaux de restauration achevés en 2010[46].
- Église Saint-Pierre (vestiges du XIIe siècle, le reste plusieurs fois remanié, dont une grande partie au XIXe siècle).
- Manoir de Montfiquet (XVIe siècle).
- Manoir du Mesnil-Céron (XVIe).
- Manoir de Saint-Martin (XVIIIe).
- Manoir de Sienne (XVIIIe/XIXe).
- Chapelle Saint-Hubert (XVIIIe/XIXe).
- Église Saint-Jean-Baptiste (XXe).
- Une partie du mur d'enceinte de l'abbaye de Hambye, mur qui fait l'objet d'un classement au titre des Monuments historiques depuis le 2 mai 1995[47], est sur le territoire de Percy.

### Personnalités liées à la commune
- Théophile Maupas (1874-1915), un des quatre caporaux de Souain, et son épouse, Blanche, étaient instituteurs au Chefresne[48]. Blanche (1883-1962) mena une longue lutte pour réhabiliter la mémoire de son mari et des autres fusillés pour l'exemple, ce qui fut obtenu pour les caporaux de Souain en mars 1934. Le téléfilm Blanche Maupas (2009) raconte cette lutte (il n'a pas été tourné dans la commune).
- Georges Gautier (1901 au Chefresne - 1945), résistant. Il est arrêté en mai 1943 puis déporté à Dachau où il meurt du typhus en février 1945[49].
- Jacques Alexandre Allix de Vaux (1768 à Percy - 1836), général des armées de la République et de l'Empire.
- Marthe Le Bouteiller (1816 à Percy - 1883), religieuse des Écoles chrétiennes de la Miséricorde. Humble cuisinière et jardinière, elle fut béatifiée en 1990 par le pape Jean-Paul II.
- Georges Grente (1872 à Percy - 1959), cardinal et académicien.

Percy a donné son nom à la famille anglaise dont descendent les comtes de Norvignetteerland (Henri Percy (1er comte de Norvignetteerland), Henri Percy (9e comte)…) et, plus tard, Thomas Percy, évêque de Dromore. Les descendants du Bienheureux Thomas Percy sont établis en Belgique.

## Pour approfondir